# Рейчел Девайн
Рейчел Девайн (англ. Raquel Devine, настоящее имя Чери Лэйси, англ. Cheri Lacey, род. 17 августа 1967, Меридиан, Айдахо) — американская порноактриса, член зала славы AVN.

## Биография
Родилась 17 августа 1967 года в городе Меридиан (штат Айдахо). Настоящее имя — Чери Лэйси. О ранних годах известно мало.
В 1997 году, в возрасте 30 лет, дебютирует в порноиндустрии. Как и другие актрисы этого возраста, считается MILF. Многие из её фильмов посвящены этой тематике, а также оральному и анальному сексу.
Работала с такими крупными студиями, как Metro, Wicked Pictures, Digital Playground, Hustler, 3rd Degree, Vivid Entertainment, Penthouse, Elegant Angel и Brazzers.
В 2010 году вошла в Зал славы AVN. В том же году была номинирована на AVN Awards в категории «MILF/Cougar-исполнительница года».
В 2016 году ушла из индустрии. Снялась более чем в 240 фильмах.

## Награды и номинации
| Год  | Церемония  | Результат | Номинация                        | Работа    |
| ---- | ---------- | --------- | -------------------------------- | --------- |
| 1999 | AVN Awards | Номинация | Лучшая актриса                   | Snatchers |
| 2010 | AVN Awards | Номинация | MILF/Cougar-исполнительница года | н/д       |
| 2010 | AVN Awards | Победа    | Зал Славы                        | н/д       |
| 2011 | AVN Awards | Номинация | MILF/Cougar-исполнительница года | н/д       |

## Избранная фильмография
- M Is For Milf[7],
- Come To Momma 3[8],
- MILF Legends 4[9] — вместе с Лизой Энн, Джулией Энн и Эммой Старр,
- Milflicious[10]
- Cougars of Boobsville[11].

## Личная жизнь
В 1999 году непродолжительное время состояла в браке с Джеймсом Уивером (он же Джеймс Канон), пока он не скончался.